# Mercedes-Bens Places

## Mercedes-Benz Places (Miami)
Mercedes-Benz Places é um empreendimento imobiliário de uso misto atualmente em construção no bairro de Brickell, em Miami, Flórida. Desenvolvido pelo JDS Development Group em parceria com a Mercedes-Benz, o projeto marca a estreia da montadora alemã no setor residencial na América do Norte. Composto por duas torres de 64 andares, o complexo contará com aproximadamente 791 unidades residenciais, um hotel com 200 quartos, espaços comerciais e de escritórios, além de áreas verdes integradas ao Southside Park.

### Arquitetura e Design
O projeto arquitetônico é liderado pelo escritório SHoP Architects, com paisagismo da Field Operations. A estética das torres incorpora elementos do design característico da Mercedes-Benz, como linhas aerodinâmicas e formas geométricas limpas, refletindo a filosofia de design da marca.

### Características e Comodidades
O empreendimento oferecerá uma ampla gama de comodidades para os moradores, incluindo:
Silver Arrow Lounge: um espaço exclusivo no rooftop inspirado no legado automotivo da Mercedes-Benz.
Simulador de Fórmula 1: proporcionando uma experiência imersiva de corrida. 
Estúdio de Gravação: equipado com isolamento acústico e iluminação especializada. Além disso, o projeto inclui mais de 12 mil metros quadrados de áreas de lazer e hospitalidade, com academias de última geração, piscinas e espaços de bem-estar.

### Sustentabilidade e Mobilidade
O Mercedes-Benz Places integra soluções sustentáveis e de mobilidade, como estações de recarga para veículos elétricos, serviços de manobrista e compartilhamento de bicicletas e patinetes.

### Localização e Impacto
Localizado em Brickell, conhecido como o centro financeiro de Miami, o projeto está próximo ao sistema de transporte público Metromover e ao parque linear The Underline. A requalificação do Southside Park, incluída no projeto, visa melhorar a acessibilidade e a conectividade da região.

## Links externos
Website Oficial do projeto